# Scolia dubia
Scolia dubia är en stekelart som beskrevs av Thomas Say. Scolia dubia ingår i släktet dolksteklar, och familjen dolksteklar. Inga underarter finns listade i Catalogue of Life.

## Bildgalleri

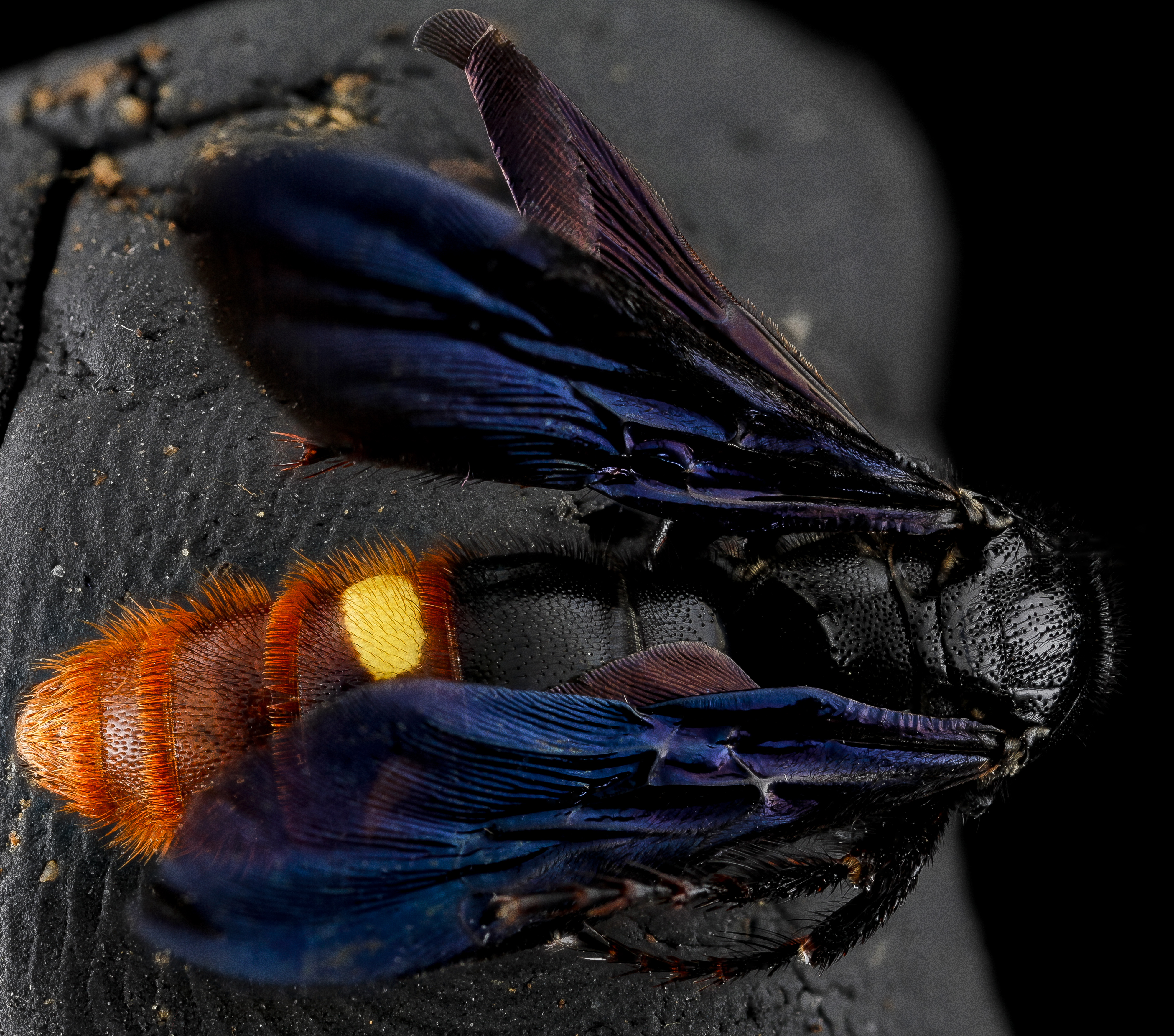
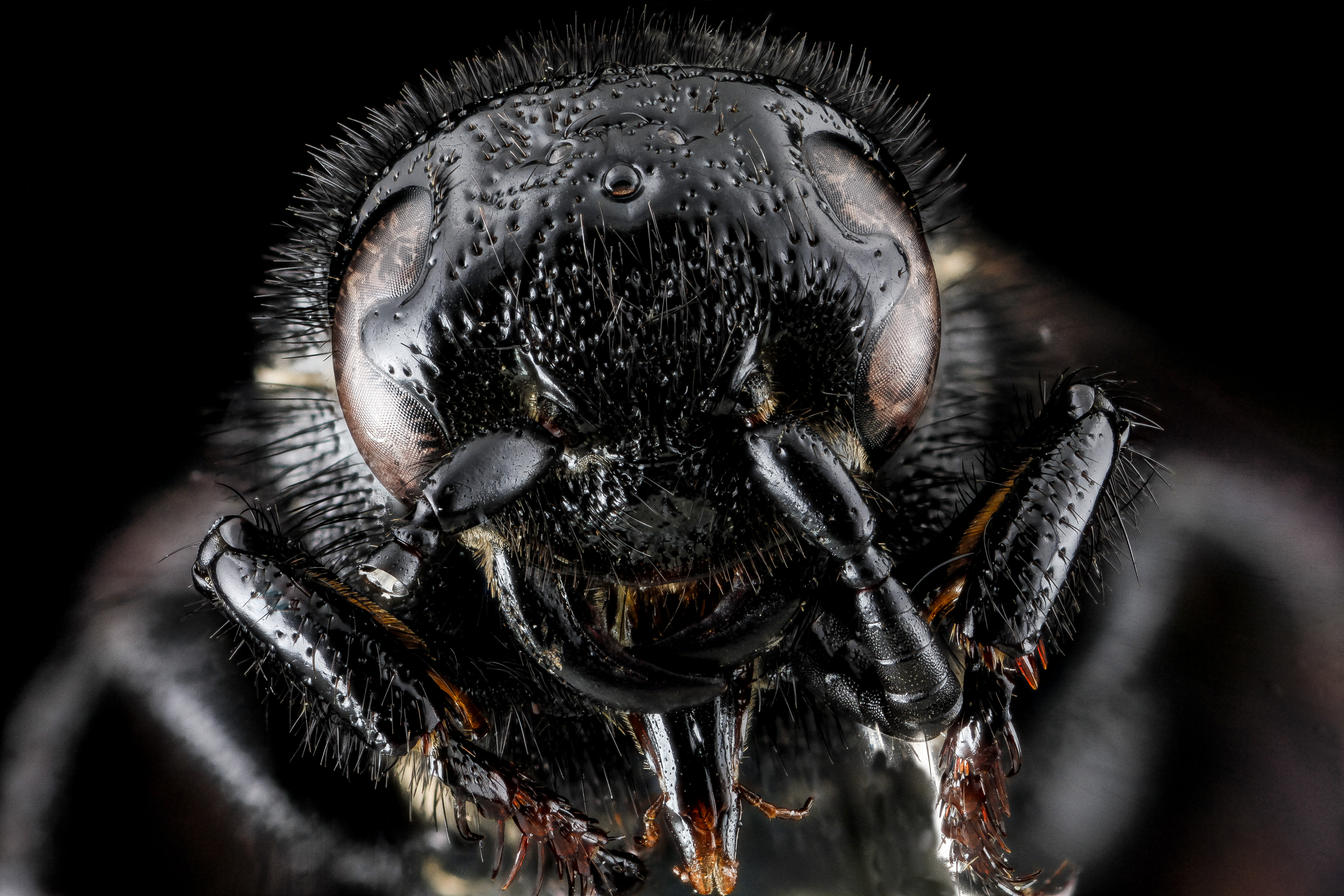